# Underworld (2013)
Underworld ist ein im Jahr 2013 veröffentlichter US-amerikanischer Pornofilm des Regisseurs Brad Armstrong. Er wurde im Jahr 2014 bei den AVN Awards in neun Kategorien ausgezeichnet, unter anderem als „Movie of the Year“.

## Handlung
Bei einem Überfall wird Tanya (Drake) angeschossen. Während einer Notoperation im Krankenhaus liegt sie im Koma und durchlebt verschiedene Alpträume, in denen sich das jeweilige Stadium der Operation widerspiegelt. So kopuliert sie unter anderem mit den Charakteren „Stitch“ und „Suture“ (Stich und Naht), während ihre Wunden genäht werden. Außerdem trifft sie auf mythische Gestalten. Am Ende überlebt sie die Prozedur.

## Produktion
Der Film wurde im Auftrag von Wicked Pictures realisiert. Neben Hauptdarstellerin Jessica Drake und Brad Armstrong selbst sind Asa Akira, TJ Cummings, Eric Masterson, Capri Cavanni, Steven St. Croix, Asphyxia Noir, Toni Ribas, Derrick Pierce, Julia Ann, Presley Hart, Adrianna Luna, Cameron Dee, Tommy Gunn und Xander Corvus in diversen Sexszenen zu sehen. Dabei wird ein betont künstlerisches Fantasy-Setting verwendet. So spielt Corvus beispielsweise einen Charakter namens Splice, der an Edward mit den Scherenhänden erinnert, und Tommy Gunn tritt als eine Art Conan der Barbar auf. Einige Szenen enthalten auch BDSM. Der Film wurde mit zwei verschiedenen Enden gedreht, an deren Ende Tanya entweder überlebt oder verstirbt. Armstrong entschied sich später für die Version, in der die Protagonistin überlebte.

## Auszeichnungen
Underworld gilt als einer der besten Pornofilme des Jahres 2013 und wurde innerhalb der Szene mit zahlreichen Preisen ausgezeichnet, darunter neun AVN Awards.
- 2014: AVN Awards – Movie of the Year
- 2014: AVN Awards – Best Drama
- 2014: AVN Awards – Best Editing
- 2014: AVN Awards – Best Art Direction
- 2014: AVN Awards – Best Packaging
- 2014: AVN Awards – Best Supporting Actor, Xander Corvus
- 2014: AVN Awards – Best Screenplay
- 2014: AVN Awards – Best Cinematography
- 2014: AVN Awards – Best Director: Feature, Brad Armstrong
- 2013: XCritic Editor’s Choice Awards – Feature Movie of the Year[6]
- 2013: XCritic Editor’s Choice Awards – Best Director: Feature, Brad Armstrong[6]
- 2014: XBIZ Awards – Best Cinematography[7]
- 2014: XBIZ Awards – Best Art Direction[7]
- 2014: XBIZ Awards – Best Special Effects[7]
- 2014: XRCO Award – Best Epic[8]